# Alessandra de Osma
Alessandra, Prinzessin von Hannover (rozená Alessandra Lisette de Osma Foy; * 21. března 1988 Lima) je peruánská právnička, návrhářka kabelek a bývalá modelka. Díky sňatku s princem Kristiánem Hannoverským je členkou hannoverské královské rodiny.

## Původ
Alessandra de Osma se narodila v San Borja v Limě v Peru. Je dcerou Felipe Juana Luise de Osma Berckemeyera, výkonného a centrálního obchodního manažera Hermes Transportes Blindados, peruánské společnosti pro správu hotovosti, a jeho manželky Elizabeth María Foy Vásquez, bývalé modelky.

## Kariéra
Když bylo Alessandře šestnáct let, podepsala v New Yorku smlouvu s Ford Models. Je modelkou pro módní domy Missoni a Bottega Veneta. Vystudovala práva na Limské univerzitě a má magisterský titul v oboru módy a obchodního managementu z Navarrské univerzity. V roce 2018 uvedla s Moirou Laporta na trh vlastní módní značku Moi & Sass.

## Osobní život
De Osma se setkala s princem Kristiánem Hannoverským v roce 2005, když byla jeho průvodkyní na jeho dovolené v Peru. Chodit spolu začali v roce 2011. Pár se zasnoubil v dubnu 2017. Civilní obřad proběhl 25. listopadu 2017 v matriční kanceláři Chelsea a Westminster v Londýně. Náboženský obřad proběhl v katolické bazilice sv. Petra v Limě v Peru dne 16. března 2018. Mladší nevlastní sestra ženicha, princezna Alexandra, byla její družičkou. De Osma měla na hlavě hannoverskou květinovou korunku, kterou předtím nosila i princezna Caroline Hannoverská. Svatebními hosty na náboženském obřadu byli princezna Beatrice a princezna Eugenie z Yorku, princezna Marie-Olympie Řecká a Dánská, hrabě Nikolai von Bismarck a Kate Moss. Svatební oslavy trvaly tři dny.
Pár žije v Madridu, poblíž sportovního a společenského klubu Puerta de Hierro. Alessandra porodila 7. července 2020 na klinice Quirón v Pozuelo de Alarcón v Madridu dvojčata. Jmenují se Nicólas a Sofía. Jejich třetí dítě, dcera, se narodilo 16. února 2024. Její jméno, Alexia, bylo oznámeno 3. března 2024 na ověřeném instagramovém účtu Alessandry @sassadeo.